# Амлинский, Андрей Владимирович
Андре́й Влади́мирович Амли́нский (род. 31 марта 1962) — российский копирайтер. Автор слоганов «Не тормози, сникерсни!», «Есть идея — есть IKEA» и других.

## Биография
Родился в семье писателя Владимира Амлинского (1935—1989).
В 1984 году окончил сценарное отделение Всесоюзного государственного института кинематографии. По окончании срочной службы в армии работал в отделе литературы и искусств редакции газеты «Комсомольская правда».
В начале 1990-х занялся торговлей немецкими смесителями и унитазами в магазине сантехники. Затем работал директором по маркетингу в компании, владевшей сетью бензоколонок.
В рекламной индустрии начинал как креативный директор NFQ. После этого работал копирайтером в агентстве «Бегемот» (где среди прочего разработал концепцию предвыборной рекламной кампании Б. Н. Ельцина «Верю, люблю, надеюсь»).
Больше семи лет работал в BBDO Москва (копирайтером, затем директором творческой группы). В 2003 году стал креативным директором агентства Instinct группы BBDO Russia. Создавал рекламу для Microsoft, Pepsi, 7UP, Braun, Gillette, Wrigley, Snickers, M&Ms, IKEA.
В начале 2004 года основал компанию под собственным именем «Amlinsky — креативные стратегии».
Амлинского называют «одним из дедушек российской рекламы», «одним из наиболее выдающихся творцов в российской рекламе», «если не самым, то одним из самых известных, уж точно — копирайтером у нас в стране».
Был дважды женат, имеет 4 детей.

## Награды и заслуги
- Ролик «Угнали» для автосигнализации Clifford — финалист фестиваля «Каннские Львы» 1996 года
- «Бумажные тренажёры» — серия рекламных полос для Snickers — EPICA 1999
- неоднократный победитель, серебряный и бронзовый призёр конкурса «Золотой барабан» (Международного Фестиваля Рекламы Новой Европы) в г. Порторож (Словения), Московского Международного Фестиваля Рекламы, Киевского и других фестивалей рекламы
- обладатель титула «Человек года в области рекламы» Московской академии рекламы

## Критика и отзывы
Журналист Александр Минкин о слогане «Не тормози — сникерсни»:

Надо быть глухим, чтобы придумать противное “сникерсни”. Если же говорить о русском языке, то в словосочетании “не тормози — сникерсни” к русскому языку с некоторым сомнением можно отнести только “не”. И дети, которые недавно говорили фразами Чапаева, Пушкина, Штирлица и Крылова, теперь до отказа набиты безграмотными слоганами.
— Газета «Московский комсомолец»

## Поэзия
Андрей Амлинский публиковался в журнале «Юность», участвовал в работе Клуба «Поэзия». Первая книга, «Стихи разных лет», вышла в 2004 году.